# QR (émission télévisée)
Pour les articles homonymes, voir QR.
QR est une émission télévisée belge produite par la RTBF, présentée par Sacha Daout et diffusée sur La Une depuis le 22 février 2021. L'émission contient 2 variantes toutes diffusées après le Journal Télévisé de 19 h 30 de la RTBF.
- QR l'actu est diffusée le lundi et le mardi.
- QR le débat est diffusée le mercredi.

## Histoire
L'émission a été créée dans le but de répondre aux questions des téléspectateurs sur la pandémie de covid-19. C'est pourquoi, durant le confinement, l'émission Question en prime a été lancée sans préparatif pour répondre au plus vite aux questions des téléspectateurs. L'émission QR est une évolution de l'ancienne émission approfondie qui traite aujourd'hui d'autres sujets que la pandémie de covid-19 tels que le changement climatique ou la politique belge.
Le nom de l'émission QR est un jeu de mots entre Questions-Réponses et le code QR situé en bas à gauche de l'écran qui, lors du scan, emmène le téléspectateur dans l'application Opinio RTBF où il peut répondre à des questions traitées dans l'émission.

## Émission
La particularité de cette émission est la proximité des téléspectateurs qui peuvent interagir avec un code QR. Dans chaque émission, deux téléspectateurs sont les invités par vidéo. Ceux-ci peuvent poser des questions qui sont répondues par des spécialistes invités sur le plateau.